# Pseudotargionia cordata
Pseudotargionia cordata är en insektsart som beskrevs av Brimblecombe 1956. Pseudotargionia cordata ingår i släktet Pseudotargionia och familjen pansarsköldlöss. Inga underarter finns listade i Catalogue of Life.